# Rhagonycha mlikovskyi
Rhagonycha mlikovskyi es una especie de coleóptero de la familia Cantharidae.

## Distribución geográfica
Habita en Rusia.